# پروتکل کنترل دروازه رسانه‌ای
پروتکل مدیریت دروازه رسانه ای (MGCP) که با عناوین H.248 و Megaco  هم شناخته می شود

یک پروتکل ارتباطات کنترل سیگنالینگ و تماس است که در سیستم‌های مخابراتی (Voice over IP (VoIP استفاده می‌شود.
به بیانی دیگر این پروتکل، ابزاری برای سیگنال دهی و مدیریت کنفرانس‌های چندرسانه ای می‌باشد؛ که ارتباطات از طریق درگاه‌های چندرسانه ای را معنا می‌بخشد. از پروتکل MGCP جهت راه اندازی، نگهداری و خاتمه تماس میان نقطهٔ ابتدایی و انتهایی تماس به کار برده می‌شود. مجموعهٔ توسعه یافته دو پروتکل Megaco و H.248، پروتکل MGCP را تشکیل می‌دهد.
MGCP یک پروتکل مبتنی بر متن است که از دستورها و پاسخ‌ها تشکیل شده‌است واز پروتکل توصیف جلسه (SDP) برای تعیین و مذاکره جریانهای رسانه ای که در یک جلسه تماس و پروتکل حمل و نقل زمان واقعی (RTP) برای فریم کردن جریان رسانه‌ها ارسال می‌شود، استفاده می‌کند.
استفاده از این پروتکل، برای ارتباطاتی از طریق سیم LAN توصیه می‌شود و برای روابط عمومی و وسیع تر توصیه نمی‌شود و مزیتش این است که یک دروازه متمرکز را ایجاد می کند و برای راه حل های IP Telephony به طور گسترده ای امکان پذیر است.

## اجزاء پروتکل
MGCP اجزاء خاص خود را دارد که دانستن نحوهٔ عملکرد آن‌ها و چگونگی ارتباط آن‌ها با یکدیگر اساس پروتکل MGCP را تا حد زیادی شرح می‌دهد.
نقاط پایانی: نمایانگر نقطهٔ ارتباط شبکهٔ مبتنی بر بسته‌های اطلاعاتی و شبکهٔ تلفن سنتی است.
دروازه: انتقال دهندهٔ صدا ما بین شبکهٔ سوئیچ مداری و شبکهٔ مبتنی بر بسته‌های اطلاعاتی است. دروازه‌ها در پروتکل MGCP هر رویدادی را به نمایندهٔ تماس گزارش می‌دهند و دو نوع متفاوت دارند. Residential gateway که رابطی بین تماس‌های آنالوگ و شبکهٔ VoIP هستند و Trunking gateway که رابط بین شبکهٔ عمومی سوئیچ تلفن و شبکهٔ VoIP می‌باشد.
نمایندهٔ تماس: به منظور کنترل دروازه‌ها به کار گرفته می‌شود و به دروازه مواردی همچون، چگونگی اتصال نقاط پایانی به یکدیگر، سیگنال‌های کنترلی و درخواست گزارش از دروازه، را ارسال می‌نماید.

## معماری پروتکل

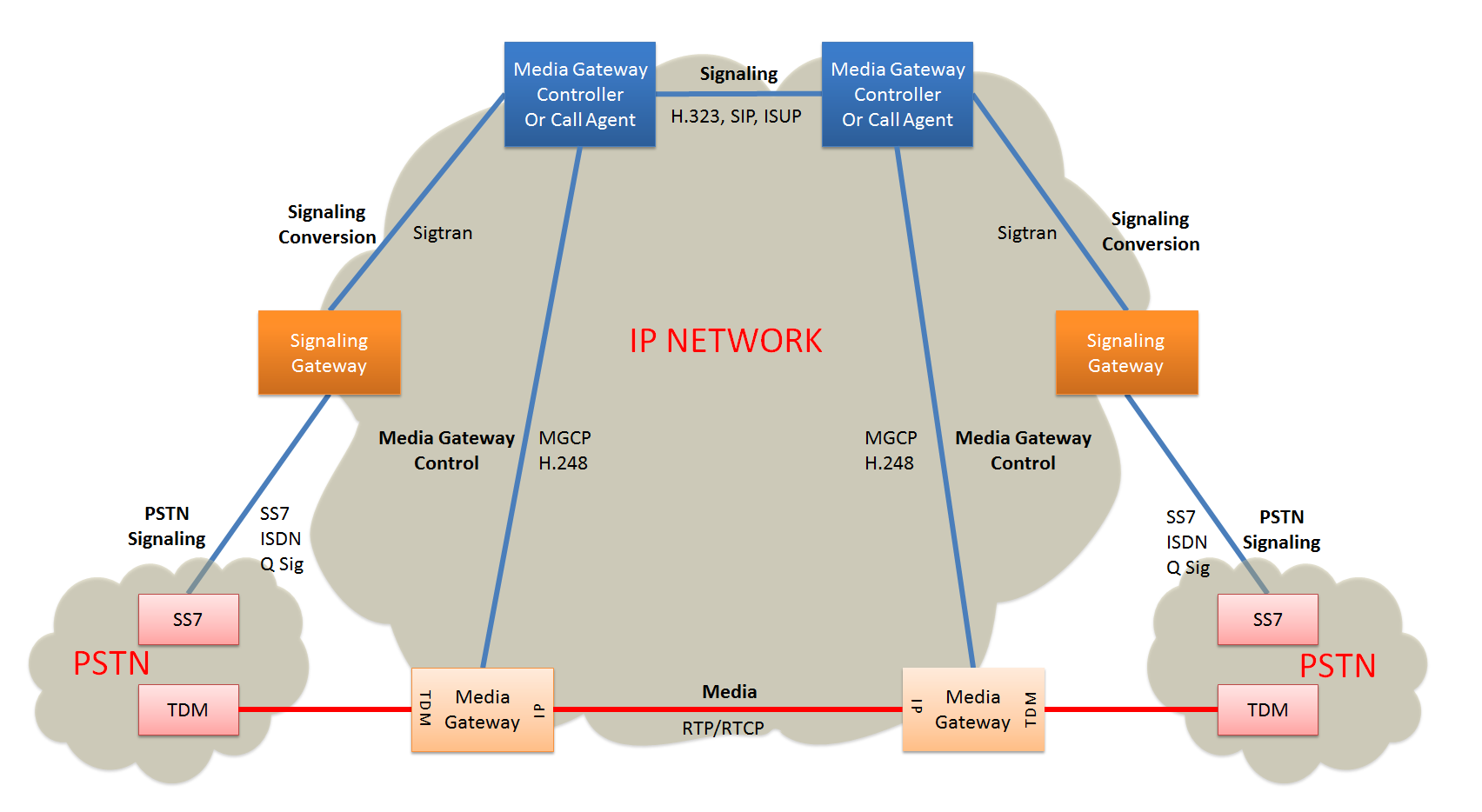
ارتباطات در پروتکل کنترل دروازه

معماری پروتکل کنترل دروازه رسانه‌ها و روش‌های آن و رابط‌های برنامه‌نویسی در RFC 2805. شرح داده شده.
MGCP یک معماری کنترل تماس با اطلاعات محدود در لبه (نقاط انتهایی، دروازه‌های رسانه ای) و هوش در کنترل کننده‌های هسته ارائه می‌دهد. مدل MGCP فرض می‌کند که عوامل تماس یکدیگر را برای ارسال دستورها و پاسخ‌های منسجم به دروازه‌های تحت کنترل خود همگام می‌کنند.
عامل تماس ازMGCPاستفاده می‌کند تا به دروازهٔ رسانه بگوید کدام تماس باید گزارش داده شود، نقاط پایانی چطور باید متصل شوند و کدام سیگنال‌ها باید در نقطه پایان فعال شوند.
پروتکل همچنین این امکان را برای عامل تماس فراهم می‌کند تا وضعیت فعلی نقطه پایان دروازه رسانه را بررسی کند. در واقع می‌تواند رویدادهایی مانند خاموش کردن قلم یا شماره‌گیری را به عامل تماس را گزارش دهد.

## برخی دستورهای پروتکل
Create Connection MGC Mg:
این دستور یک اتصال بین دو نقطه انتهایی ایجاد می‌کند
Modify Connection MGC Mg:
این دستور برای اصلاح ویژگی‌های اتصال بکار می‌رود و تقریباً پارامترهایی مشابه دستور ایجاد اتصال دارد.
Delete Connection MGC Mg:
این دستور به اتصال پایان می‌دهد و اطلاعات آماری در رابطه با اتصال جمع‌آوری می‌کند.
Notification Request MGC Mg:
این دستور از دروازه رسانه ای درخواست می‌کند تا در صورت وقوع رویداد خاصی در نقطه پایانی، اطلاع بدهد
Notify MGC Mg:
این دستور به کنترل کننده دروازه رسانه ای در هنگام مشاهده وقوع رویداد اطلاع می‌دهد.
Audit Endpoint MGC Mg:
این دستور وضعیت نقطه پایانی را مشخص می‌کند.
Audit Connection MGC Mg:
با این دستور پارامترهای مربوط به اتصال بازیابی می‌شوند.

## امکانات
- مطابق با RFC 3035
- MGCP با IPv4 و IPv6 کار می کند
- پشتیبانی از SIP و H.323
- نرم افزار پروتکل MGCP می تواند با قابلیت های اضافی گسترش یابد و برای بسیاری از برنامه های رسانه ای مورد سوء استفاده قرار گیرد[۶]

## برنامه های کاربردی
- WIFI تلفن های VoWLAN
- سیستم های بی سیم GPRS EDGE
- ارتباطات شخصی
- پهنای باند تلفن های همراه
- کنفرانس های صوتی و تصویری[۶]

## اسناد استاندارد
- RFC 3435 - پروتکل کنترل دروازه رسانه ای ورژن ۱٫۰ (جایگزین: [RFC 270])
- RFC 3660 - پکیج‌های پایه
- RFC 3661 - استفاده از کد بازگشت
- RFC 3064 - پکیج‌های CAS
- RFC 3149 - پکیج‌های تلفن کاری
- RFC 3991 - پکیج تغییر مسیر و تنظیم مجدد
- RFC 3992 -مکانیزم Lockstep State Reporting
- RFC 2897 - طرح پیشنهادی برای پکیج صوتی پیشرفته

## پیوند fi fdv,k
- MGCP Information Site Information related to MGCP
- H.248 Information Site Information related to H.248/Megaco, including pointers to standards and draft specifications